# Evropský olympijský výbor
Evropský olympijský výbor (EOV, francouzsky: Comités olympiques européens, anglicky: European Olympic Committee, EOC) je organizace sídlící v Římě v Itálii. K EOV patří 50 národních olympijských výborů. Jeho hlavním cílem je šíření olympijských principů v Evropě. Jedná se o jednu z pěti kontinentálních organizací Asociace národních olympijských výborů.
Myšlenka seskupení evropských národních olympijských výborů pod jednou organizací inspirovanou Italem Giuliem Onestiem, Belgičanem Raoulem Molletem a Švýcarem Raymondem Gafnerem byla poprvé předloženo v roce 1967 v Teheránu, které bylo později známo jako Asociace národních olympijských výborů (ANOC). Prvním krokem k vytvoření kontinentální asociace evropských národních olympijských výborů (AENOC) se uskutečnilo v roce 1968 na shromáždění ve Versailles pod vedením prvního prezidenta AENOC, hraběte Jean de Beaumont z Francie. Teprve v roce 1975 v Lisabonu mělo Sdružení písemné stanovy a definitivní název: "Asociace evropských NOV".
Od roku 2017 je jeho předsedou Slovinec Janez Kocijančič.
Evropský olympijský výbor organizuje Evropské hry, které se jako první konaly v roce 2015 v Baku v Ázerbájdžánu.

## Předsedové a prezidenti EOV
- Jean de Beaumont (1969–1976)
- Bo Bengtson (1976–1980)
- Franco Carraro (1980–1987)
- Kurt Heller (1987–1989)
- Jacques Rogge (1989–2001)
- Mario Pescante (2001–2006)
- Patrick Hickey (2006–2017)
- Janez Kocijančič (2017–současný předseda)

## Členské země
| Stát                | Zkratka | Vytvořeno/Uznáno |
| ------------------- | ------- | ---------------- |
| Albánie             | ALB     | 1958/1959        |
| Andorra             | AND     | 1971/1975        |
| Arménie             | ARM     | 1990/1993        |
| Ázerbájdžán         | AZE     | 1992/1993        |
| Belgie              | BEL     | 1906             |
| Bělorusko           | BLR     | 1991/1993        |
| Bosna a Hercegovina | BIH     | 1992/1993        |
| Bulharsko           | BUL     | 1923/1924        |
| Černá Hora          | MNE     | 2006/2007        |
| Česko               | CZE     | 1899/1993        |
| Dánsko              | DEN     | 1905             |
| Estonsko            | EST     | 1923/1991        |
| Finsko              | FIN     | 1907             |
| Francie             | FRA     | 1894             |
| Gruzie              | GEO     | 1989/1993        |
| Chorvatsko          | CRO     | 1991/1993        |
| Irsko               | IRL     | 1922             |
| Island              | ISL     | 1921/1935        |
| Itálie              | ITA     | 1908/1915        |
| Izrael              | ISR     | 1933/1952        |
| Kosovo              | KOS     | 1992/2014        |
| Kypr                | CYP     | 1974/1978        |
| Lichtenštejnsko     | LIE     | 1935             |
| Litva               | LTU     | 1924/1991        |
| Lotyšsko            | LAT     | 1922/1991        |
| Lucembursko         | LUX     | 1912             |
| Maďarsko            | HUN     | 1895             |
| Malta               | MLT     | 1928/1936        |
| Moldavsko           | MDA     | 1991/1993        |
| Monako              | MON     | 1907/1953        |
| Německo             | GER     | 1895             |
| Nizozemsko          | NED     | 1912             |
| Norsko              | NOR     | 1900             |
| Polsko              | POL     | 1918/1919        |
| Portugalsko         | POR     | 1909             |
| Rakousko            | AUT     | 1908/1912        |
| Rumunsko            | ROU     | 1914             |
| Rusko               | RUS     | 1989/1993        |
| Řecko               | GRE     | 1894/1895        |
| San Marino          | SMR     | 1959             |
| Severní Makedonie   | MKD     | 1992/1993        |
| Slovinsko           | SLO     | 1991/1993        |
| Slovensko           | SVK     | 1992/1993        |
| Spojené království  | GBR     | 1905             |
| Srbsko              | SRB     | 1911/1912        |
| Španělsko           | ESP     | 1912             |
| Švédsko             | SWE     | 1913             |
| Švýcarsko           | SUI     | 1912             |
| Turecko             | TUR     | 1908/1911        |
| Ukrajina            | UKR     | 1990/1993        |

### Bývalé členské země
| Stát                | Zkratka | Vytvořeno/Uznáno | Zrušeno |
| ------------------- | ------- | ---------------- | ------- |
| Československo      | TCH     | 1919             | 1992    |
| Jugoslávie          | YUG     | 1919/1920        | 2003    |
| Sovětský svaz       | URS     | 1919/1920        | 1992    |
| Srbsko a Černá Hora | SCG     | 2003             | 2006    |

## Akce pořádané EOV
- Evropské hry
- Hry malých států Evropy
- Evropský olympijský festival mládeže